# Astragalus xiphidiopsis
Astragalus xiphidiopsis är en ärtväxtart som beskrevs av Joseph Friedrich Nicolaus Bornmüller. Astragalus xiphidiopsis ingår i släktet vedlar, och familjen ärtväxter. Inga underarter finns listade i Catalogue of Life.